# George F. Gao
Gao Fu (xinès: 高福; pinyin: Gāo Fú; nascut el 15 de novembre de 1961), també conegut com a George Fu Gao, és un viròleg i immunòleg xinès. Ha estat director del Centre Xinès de Control i Prevenció de Malalties des del 2017 i degà de la Savaid Medical School de la Universitat de l'Acadèmia Xinesa de les Ciències des del 2015.
Gao és acadèmic de l'Acadèmia Xinesa de les Ciències i de l'Acadèmia Mundial de les Ciències, a més de soci estranger de l'Acadèmia Nacional de Ciències dels Estats Units i de l'Acadèmia Nacional de Medicina dels Estats Units. Va ser guardonat amb el Premi TWAS de Ciències Mèdiques el 2012 i el Premi Nikkei Àsia el 2014.